# 雁股田トンネル

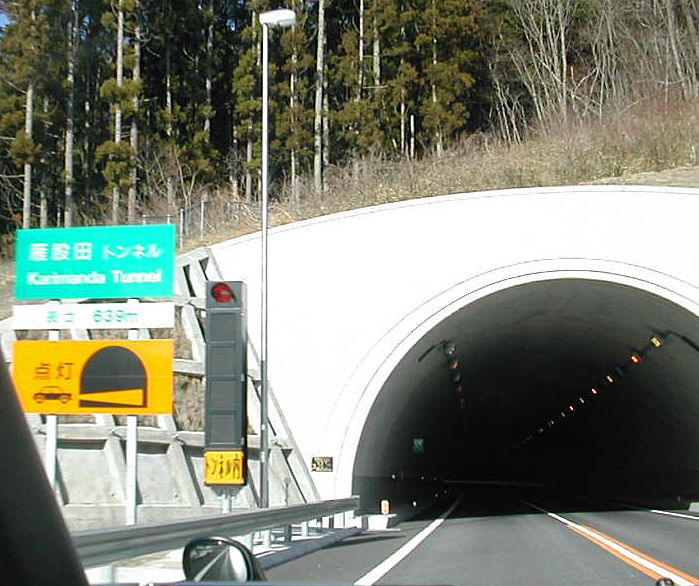
雁股田トンネル(矢吹側より撮影)

雁股田トンネル（かりまんだトンネル）は、福島県田村郡小野町にある道路トンネルである。

## 概要
- 全長：639.0m
- 幅員：7.0（9.5）m
- 有効高：4.7m
- 工法：NATM工法
- 施工：佐藤・蒲生・大一特定建設工事共同企業体

小野町雁股田から菖蒲谷に至り、福島県道42号矢吹小野線あぶくま高原道路を通す。総工費は9億6700万円。黒森川と十石川の分水嶺をなす尾根を貫く。

## 歴史
- 1996年9月25日 - 地方道改築事業として起工式が行われる。
- 2004年（平成16年）11月25日 : 平田IC - 小野IC供用開始とともに供用開始。

## その他
- このトンネルのすぐ近くに、小野新町小分校がある。
- 平田ICから小野ICまでのトンネルの中で中央に位置する。
- あぶくま高原道路内のトンネルとしては、最長である。